# Photograph: The Very Best of Ringo
Photograph: The Very Best of Ringo es un álbum recopilatorio del músico británico Ringo Starr, publicado por la compañía discográfica Capitol Records en agosto de 2007. El álbum, el primer recopilatorio de su carrera desde Starr Struck: Best of Ringo Starr, Vol. 2, fue publicado coincidiendo con la vuelta de Ringo a Capitol Records y con la publicación en formato de descarga digital de sus cuatro primeros álbumes de estudio el 28 de agosto de 2007.
Photograph: The Very Best of Ringo alcanzó el puesto 26 de la lista UK Albums Chart el 2 de septiembre de 2007, consiguiendo la mejor posición de Ringo en su país natal desde la publicación en 1974 de Goodnight Vienna. En su segunda semana, descendió al puesto 56; y en la tercera al 99. En los Estados Unidos, el álbum debutó en el puesto 130 de la lista estadounidense Billboard 200 con 5 426 copias vendidas en su primera semana. 
Una edición diferente, titulada Photograph: The Digital Hits, fue publicada como descarga digital en la tienda iTunes. A diferencia del formato físico, el álbum digital incluyó las canciones «Oo-Wee», del álbum Goodnight Vienna, «Have You Seen My Baby» y «Six O'Clock», del álbum Ringo, en sustitución de «Hey! Baby», «A Dose of Rock 'n' Roll» y «King of Broken Hearts». La edición digital fue acompañada también de un libreto.

## Lista de canciones
| CD  |                                                                       |                                                        |          |  |
| N.º | Título                                                                | Escritor(es)                                           | Duración |  |
| 1.  | «Photograph» (Del álbum Ringo)                                        | Richard Starkey, George Harrison                       | 3:58     |  |
| 2.  | «It Don't Come Easy» (Sencillo de 1971)                               | Richard Starkey                                        | 3:01     |  |
| 3.  | «You're Sixteen (You're Beautiful and You're Mine)» (Del álbum Ringo) | Bob Sherman, Richard Sherman                           | 2:49     |  |
| 4.  | «Back Off Boogaloo» (Sencillo de 1972)                                | Richard Starkey                                        | 3:19     |  |
| 5.  | «I'm the Greatest» (Del álbum Ringo)                                  | John Lennon                                            | 3:26     |  |
| 6.  | «Oh My My» (Del álbum Ringo)                                          | Vini Poncia, Richard Starkey                           | 4:15     |  |
| 7.  | «Only You (And You Alone)» (Del álbum Goodnight Vienna)               | Buck Ram, Andy Rand                                    | 3:24     |  |
| 8.  | «Beaucoups of Blues» (Del álbum Beaucoups of Blues)                   | Buzz Rabin                                             | 2:33     |  |
| 9.  | «Early 1970» (Cara B de «It Don't Come Easy»)                         | Richard Starkey                                        | 2:18     |  |
| 10. | «Snookeroo» (Del álbum Goodnight Vienna)                              | Elton John, Bernie Taupin                              | 3:24     |  |
| 11. | «No No Song» (Del álbum Goodnight Vienna)                             | Hoyt Axton, David Jackson                              | 2:31     |  |
| 12. | «(It's All Down To) Goodnight Vienna» (Del álbum Goodnight Vienna)    | John Lennon                                            | 3:02     |  |
| 13. | «Hey! Baby» (Del álbum Ringo's Rotogravure)                           | Margaret Cobb, Bruce Channel                           | 3:10     |  |
| 14. | «A Dose of Rock 'n' Roll» (Del álbum Ringo's Rotogravure)             | Carl Groszmann                                         | 3:54     |  |
| 15. | «Weight of the World» (Del álbum Time Takes Time)                     | Brian O'Doherty, Fred Velez                            | 3:24     |  |
| 16. | «King of Broken Hearts» (Del álbum Vertical Man)                      | Richard Starkey, Mark Hudson, Dean Grakal, Steve Dudas | 4:43     |  |
| 17. | «Never Without You» (Del álbum Ringo Rama)                            | Richard Starkey, Hudson, Gary Nicholson                | 5:23     |  |
| 18. | «Act Naturally» (Dúo con Buck Owens)                                  | Johnny Russell, Voni Morrison                          | 3:00     |  |
| 19. | «Wrack My Brain» (Del álbum Stop and Smell the Roses)                 | George Harrison                                        | 2:21     |  |
| 20. | «Fading in and Fading Out» (Del álbum Choose Love)                    | Richard Starkey, Mark Hudson, Gary Burr                | 3:58     |  |

| DVD (Edición deluxe) |                                                                               |          |  |
| N.º                  | Título                                                                        | Duración |  |
| 1.                   | «Sentimental Journey» (Video promocional, 1970)                               |          |  |
| 2.                   | «It Don't Come Easy» (Video promocional, 1971)                                |          |  |
| 3.                   | «Back Off Boogaloo» (Video promocional, 1972)                                 |          |  |
| 4.                   | «You're Sixteen (You're Beautiful and You're Mine)» (Video promocional, 1973) |          |  |
| 5.                   | «Only You (And You Alone)» (Video promocional, 1974)                          |          |  |
| 6.                   | «Act Naturally» (Video promocional, 1989)                                     |          |  |
| 7.                   | «Goodnight Vienna» (Video promocional, 1974)                                  |          |  |

## Posición en listas
| País           | Lista           | Posición |
| -------------- | --------------- | -------- |
| Estados Unidos | Billboard 200   | 130      |
| Reino Unido    | UK Albums Chart | 26       |